# Nur Tatar
Nur Tatar (ur. 16 sierpnia 1992 w Wan) – turecka zawodniczka taekwondo, wicemistrzyni olimpijska, mistrzyni Europy.
Srebrna medalistka igrzysk olimpijskich w Londynie w 2012 roku w kategorii do 67 kg. Mistrzyni Europy 2012 i wicemistrzyni w 2010 w kategorii do 67 kg.